# Giovanni Francesco Fortunio
Giovanni Francesco Fortunio (* um 1470 in Zadar; † 12. Januar 1517 in Ancona) war ein italienischer Humanist, Romanist und Grammatiker.

## Leben und Werk
Fortunio wuchs in Pordenone auf. Er war in Triest und Venedig aktiv, schließlich als Podestà in Ancona.
Fortunio ist vor allem bekannt als Autor der ersten gedruckten Grammatik des Italienischen (Orthographie und Morphologie), die unter dem Titel Regole grammaticali della volgar lingua von 1516 bis 1565 zwanzig Auflagen erlebte und in jüngster Zeit mehrfach neu herausgegeben wurde. Sie basiert auf der Sprache der drei Klassiker Dante, Francesco Petrarca und Giovanni Boccaccio.

## Werke
- Regole grammaticali della volgar lingua, Ancona 1516 (zahlreiche Auflagen bis 1565); hrsg. von Mario Pozzi, Turin 1973; hrsg. von Claudio Marazzini und Simone Fornara, Pordenone 1999; hrsg. von Brian Richardson, Rom/Padua 2001